# Перетёнка-2
Перетёнка-2 — деревня в Окуловском муниципальном районе Новгородской области, относится к Котовскому сельскому поселению.

## Географическое положение
Расположена на правом берегу реки Перетны, в 1 км к северу от посёлка Котово, в 8 км к северу-востоку от посёлка Кулотино, и в 15 км к северо-востоку от города Окуловка.
У восточной части деревни проходит ж/д линия Окуловка—Неболчи, проложенная здесь в 1941 при обороне Ленинграда во время Великой Отечественной войны.

## Население
| 2010 |
| ---- |
| 11   |

## Топонимика
Название деревни происходит от реки Перетны.

## История
В XV—XVII вв. деревня Перетёнка находилась в Шегринском погосте Деревской пятины Новгородской земли.
В середине XV века в деревне Перетёнка находилась центральная усадьба знатного новгородца Андрея Репина. В 1480-х была собственностью Ивана III. В 1495 деревня принадлежала крупному новгородскому помещику Алексею Васильевичу Квашнину. В усадьбе жил он сам.

В середине XVI века в Перетёнке Алексеем Квашниным были построены Церковь Архангела Михаила и тёплая Церковь Николы Чудотворца, а деревней и усадьбой владели его сыновья Семён и Иван.
Перетёнка отмечена на карте 1792.

## Транспорт
В деревне есть мост через реку Перетну на дороге из Окуловки и Кулотино в Топорок и Котово.
На противоположном берегу реки Перетны находится деревня Перетёнка-1.
Ближайшая ж/д станция расположена в посёлке Котово.